# Bracòdids
|  | No s'ha de confondre amb Bracònids. |

Els bracòdids (Brachodidae) són una família de lepidòpters ditrisis de la superfamília dels cossoïdeus (Cossoidea) que conté 137 espècies distribuïdes per tot el món. Les relacions i l'estat dels gèneres actualment inclosos no estan ben definits encara.

## Gèneres
- Subfamília Brachodinae Agenjo, 1966
  - Brachodes
  - Euthorybeta
  - Miscera
  - Synechodes
- Subfamília Phycodinae Rebel, 1907
  - Nigilgia
  - Paranigilgia Kallies, 1998
  - Phycodes (syn: Tegna)
  - Phycodopteryx Kallies, 2004
- Sense assignar
  - Atractoceros
  - Callatolmis
  - Gora
  - Hoplophractis
  - Jonaca
  - Palamernis
  - Polyphlebia
  - Procerata
  - Pseudocossus
  - Sagalassa
  - Sisyroctenis